# Osman Kasajew
Osman Musajewicz Kasajew (ros. Осман Мусаевич Касаев, ur. 28 września?/11 października 1916 w aule Churzuk w Karaczajo-Czerkiesji, zm. 18 lutego 1944 w rejonie berezyńskim) – radziecki wojskowy narodowości karaczajewskiej, dowódca partyzancki, major, nagrodzony pośmiertnie tytułem Bohatera Związku Radzieckiego (1965).

## Życiorys
Urodził się w karaczajewskiej rodzinie chłopskiej. W 1931 skończył szkołę podstawową, a w 1936 rabfak w mieście Mikojan-Szachare (obecnie Karaczajewsk). W 1937 wstąpił do szkoły kawalerii, w 1938 przyjęto go do WKP(b) i przeniesiono do szkoły artylerii w Kijowie, po ukończeniu której został dowódcą baterii w dywizjonie przeciwpancernym. W 1939 brał udział w zajmowaniu przez ZSRR tzw. Zachodniej Białorusi, czyli ataku na Polskę. W 1940 został naczelnikiem artylerii 383 pułku piechoty 121 Dywizji Piechoty rozlokowanej niedaleko nowej zachodniej granicy ZSRR, gdzie zastał go atak Niemiec na ZSRR. Latem 1941 dywizja, w której służył, znalazła się w okrążeniu, i żołnierze próbowali dotrzeć do linii frontu i pod koniec września 1941 znaleźli się w rejonie białynickim w obwodzie mohylewskim, gdzie zostali na tyłach wroga i podjęli działalność partyzancką. W lipcu 1942 Kasajew został dowódcą oddziału partyzanckiego, który przybrał numer 121. Przeprowadził z nim wiele akcji. Do końca 1943 oddział uzyskał liczebność ponad 1200 ludzi, w grudniu 1943 decyzją podziemnego Komitetu Obwodowego Komunistycznej Partii (bolszewików) Białorusi w Mohylewie został przeorganizowany w 121 pułk partyzancki, a jego dowódcą został Kasajew. Do lutego 1944 według oficjalnych danych stoczył 70 walk i zabił podobno ponad tysiąc hitlerowców, miał też wykoleić 33 wagony z techniką, zaopatrzeniem i siłą żywą przeciwnika. Gdy w lutym 1944 linia frontu zbliżyła się do obwodu mohylewskiego, partyzanci otrzymali rozkaz wykonywania rajdów na zachód w celu zadania jak największych strat wrogowi na tyłach frontu. W związku z tym oddział Kasajewa przeprawił się przez Druć i dotarł do rejonu berezyńskiego, jednak 17 lutego 1944 kolumna partyzancka została ostrzelana przez niemiecki samolot. Podczas nalotu Kasajew został ranny i następnego dnia zmarł. Został pochowany na terytorium rejonu białynickiego, jednak po wojnie, w 1948 jego szczątki przeniesiono do Mohylewa.

## Odznaczenia
- Złota Gwiazda Bohatera Związku Radzieckiego (pośmiertnie, 8 maja 1965)
- Order Lenina (pośmiertnie, 8 maja 1965)
- Order Czerwonego Sztandaru
- Order Wojny Ojczyźnianej I klasy
- Medal „Partyzantowi Wojny Ojczyźnianej” I klasy